# Marquês de Penafiel
Marquês de Penafiel é um título nobiliárquico de juro e herdade criado  por D. Luís I de Portugal, por Decreto de 5 de Fevereiro de 1869, em favor de Maria da Assunção da Mata de Sousa Coutinho, 2.ª Condessa de Penafiel.
O título de Conde de Penafiel foi criado pelo Príncipe-Regente D. João em nome de D. Maria I de Portugal, por Decreto de 17 de Dezembro de 1798, em favor de Manuel José da Maternidade da Mata de Sousa Coutinho, 11.º Correio-Mor do Reino e 7.º Correio-Mor das Cartas do Mar.

## Condes de Penafiel (1798)

### Titulares
1. Manuel José da Maternidade da Mata de Sousa Coutinho, 11.º Correio-Mor do Reino e 7.º Correio-Mor das Cartas do Mar e 1.º Conde de Penafiel
2. Maria da Assunção da Mata de Sousa Coutinho, 2.ª Condessa e 1.ª Marquesa de Penafiel, casada com António José da Serra Gomes, 2.º Conde e 1.º Marquês de Penafiel jure uxoris
3. Manuel António Gomes da Mata de Sousa Coutinho, 3.º Conde e 2.º Marquês de Penafiel
4. João António Martens Ferrão Gomes da Mata de Sousa Coutinho, 4.º Conde e 3.º Marquês de Penafiel
5. António Manuel Maria Martens Ferrão Gomes da Mata de Sousa Coutinho, 5.º Conde e 4.º Marquês de Penafiel.

### Armas
As dos Marqueses de Penafiel.

## Marqueses de Penafiel (1869)

### Titulares
1. Maria da Assunção da Mata de Sousa Coutinho, 2.ª Condessa e 1.ª Marquesa de Penafiel, casada com António José da Serra Gomes, 2.º Conde e 1.º Marquês de Penafiel jure uxoris
2. Manuel António Gomes da Mata de Sousa Coutinho, 3.º Conde e 2.º Marquês de Penafiel
3. João António Martens Ferrão Gomes da Mata de Sousa Coutinho, 4.º Conde e 3.º Marquês de Penafiel
4. António Manuel Maria Martens Ferrão Gomes da Mata de Sousa Coutinho, 5.º Conde e 4.º Marquês de Penafiel
5. Manuel Francisco da Câmara da Mata de Sousa Coutinho, 5.º Marquês de Penafiel
6. Manuel Maria Salema da Mata de Sousa Coutinho, 6.º Marquês de Penafiel

### Armas
Escudo esquartelado: o I de ouro, três matas floridas de sua cor; chefe de vermelho, carregado de uma cruz de prata (Matta); o II e o III, esquartelado: o I e o IV, de prata, cinco escudetes de azul em cruz, carregados cada um de cinco besantes de campo, orla de vermelho carregada de sete castelos de ouro e por diferença um filete de negro sobreposto em barra, o II e o III, de vermelho, caderna de crescentes de prata (Sousa); e o IV, de ouro, cinco estrelas de cinco pontas de vermelho (Coutinho).